# Renato Schifani

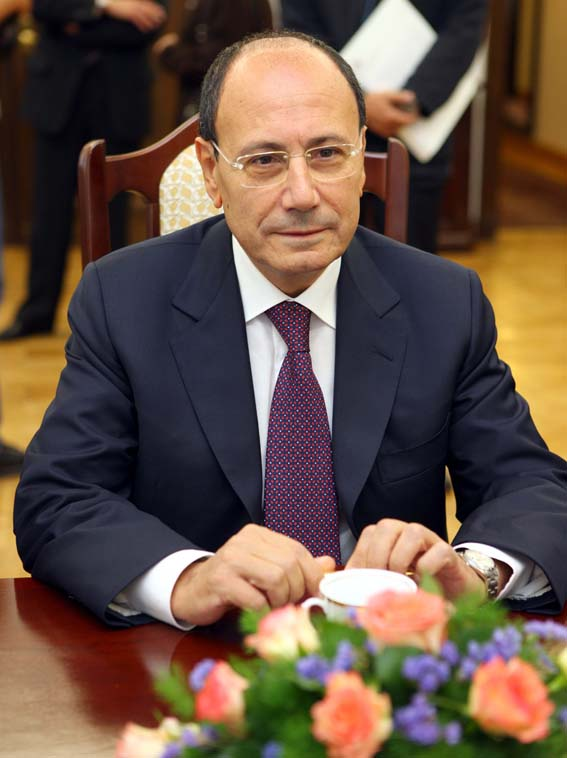
Renato Schifani (2008)

Renato Giuseppe Schifani (* 11. Mai 1950 in Palermo) ist ein italienischer Jurist und Politiker der Partei Forza Italia. Er ist seit Oktober 2022 Regionalpräsident von Sizilien. Zuvor war er von 1996 bis 2022 italienischer Senator, 2001–2008 Fraktionsvorsitzender von Forza Italia und von 2008 bis 2013 Präsident des Senats. Nach einer Parteispaltung 2013 war er Gründungsvorsitzender der Partei Nuovo Centrodestra, kehrte aber 2016 zu Forza Italia zurück.

## Leben und politische Karriere
Renato Schifani absolvierte ein Jurastudium an der Universität Palermo. Nach dem Abschluss war er zunächst bei der Banco di Sicilia angestellt, seit 1976 ist er als Rechtsanwalt zugelassen.
Seine politische Karriere begann er als Mitglied der Democrazia Cristiana, 1995 trat er zu Silvio Berlusconis Partei Forza Italia über und wurde deren regionaler Verantwortlicher in Sizilien. Im Wahlbezirk Altofonte-Corleone (Provinz Palermo) wurde er 1996 erstmals für das Mitte-rechts-Bündnis Polo per le Libertà in den Senat gewählt. Bei den vier nachfolgenden Parlamentswahlen (2001, 2006, 2008 und 2013) wurde er jeweils als Senator bestätigt. Von 2001 bis 2008 war er zudem Fraktionsvorsitzender der Forza Italia im Senat und arbeitete in den Ausschüssen für Landwirtschaft und Ernährung (2001–06) sowie Raumplanung und Umwelt (2006–08).
Schifani zählte zu den als Berluscones bezeichneten Politikern, die sich durch ihre treue Gefolgschaft gegenüber dem Vorsitzenden der Forza Italia auszeichnen. Ein Gesetz, das er im Juni 2003 gemeinsam mit dem Oppositionsabgeordneten Antonio Maccanico (La Margherita) ausgearbeitet hatte und verabschieden ließ, der so genannte „Maccanico-Schifani-Schiedsspruch“ (lodo Maccanico-Schifani), sah die Suspendierung aller Gerichtsverfahren gegen die Politiker in den fünf ranghöchsten Staatsämtern vor und begünstigte damit vor allem den damals amtierenden Premier Silvio Berlusconi. Am 13. Januar 2004 wurde das Gesetz jedoch für verfassungswidrig erklärt.
Nach dem deutlichen Wahlsieg von Berlusconis Popolo della Libertà (Mitte-rechts-Bündnis aus Forza Italia und Alleanza Nazionale) bei den Parlamentswahlen 2008 wurde er am 29. April im ersten Wahlgang mit 178 Stimmen (d. h. vier Stimmen über der Mehrheit der neuen Regierungskoalition) zum Senatspräsidenten gewählt und bekleidete bis zum 14. März 2013 nach Staatspräsident Giorgio Napolitano das formell zweithöchste Staatsamt Italiens.
Während des Streits zwischen Angelino Alfano und Silvio Berlusconi über die zukünftige Ausrichtung der Partei stellte er sich erstmals gegen seinen politischen Mentor und wurde im November 2013 Vorsitzender des Gründungskomitees der neuen Mitte-rechts-Partei Nuovo Centrodestra (NCD), die Teil der Regierungen von Enrico Letta und Matteo Renzi war. Alfano löste ihn 2014 als Parteivorsitzender ab. Von Februar 2015 bis Juli 2016 war Schifani Vorsitzender der Senatsfraktion Area Popolare (NCD und Unione di Centro). Im August 2016 kehrte er zu Berlusconis Forza Italia zurück. Nach der Parlamentswahl 2018 schied Schifani aus dem Senat aus.
Bei der Regionalwahl in Sizilien 2022 war Schifani Spitzenkandidat des Mitte-rechts-Bündnisses aus Forza Italia, Fratelli d’Italia, Lega und kleineren christdemokratischen Parteien. Er gewann die Wahl mit 42,4 Prozent der Stimmen und wurde zum Präsidenten der Autonomen Region Sizilien gewählt.

## Auszeichnungen
- 2008 Großkreuz des Verdienstordens Pro Merito Melitensi des Souveränen Malteserordens[4]